# Завадский, Дмитрий Вадимович
Дми́трий Вади́мович Зава́дский (укр. Дмитро Вадимович Завадський; 1986, Овидиопольский район) — украинский военнослужащий, полковник, участник российско-украинской войны. Герой Украины (2022).

## Биография
В 2003 году окончил Одесский лицей с усиленной военно-физической подготовкой. В 2007 году — Общевойсковой факультет Одесского института Сухопутных войск, а в 2019 году — Национальный университет обороны Украины.
В марте и апреле 2022 года батальон под командованием подполковника Завадского успешно противостоял российским войскам в Луганской области, в районе посёлка Новотошковское, нанеся противнику значительные потери в живой силе и технике. 
С января 2023 года он возглавлял 22-ю отдельную механизированную бригаду Вооружённых сил Украины, занимая эту должность до 2024 года.

## Награды
- Звание «Герой Украины» с удостоением ордена «Золотая Звезда» (14 октября 2022) — за личное мужество и героизм, проявленные в защите государственного суверенитета и территориальной целостности Украины, верность военной присяге[3].
- Орден Богдана Хмельницкого III степени (2021) — за личное мужество и высокий профессионализм, проявленные в защите государственного суверенитета и территориальной целостности Украины, верность военной присяге.